# Maksym Małyszew
Maksym Wasylowycz Małyszew, ukr. Максим Васильович Малишев (ur. 24 grudnia 1992 w Doniecku) – ukraiński piłkarz, grający na pozycji obrońcy lub pomocnika.

## Kariera piłkarska

### Kariera klubowa
Wychowanek klubu Szachtar Donieck, barwy którego bronił w juniorskich mistrzostwach Ukrainy (DJuFL). 5 sierpnia 2009 rozpoczął karierę piłkarską w trzeciej drużynie Szachtara Donieck. Od lata 2011 również występował w młodzieżowym składzie Szachtara. Podczas przerwy zimowej sezonu 2012/13 przeszedł do Zorii Ługańsk.

### Kariera reprezentacyjna
W latach 2013–2014 występował w młodzieżowej reprezentacji Ukrainy. 24 marca 2016 debiutował w narodowej reprezentacji Ukrainy w wygranym 1:0 meczu z Cyprem.